# Sun Yujie
Sun Yujie (en chino: 孙玉洁; Anshán, 10 de agosto de 1992) es una deportista china que compite en esgrima, especialista en la modalidad de espada.
Participó en dos Juegos Olímpicos de Verano, obteniendo en total tres medallas, oro y bronce en Londres 2012, en las pruebas por equipos (junto con Li Na, Luo Xiaojuan y Xu Anqi) e individual, respectivamente, y plata en Río de Janeiro 2016, en la prueba por equipos (con Sun Yiwen, Xu Anqi y Hao Jialu).
Ganó cuatro medallas en el Campeonato Mundial de Esgrima entre los años 2011 y 2017.

## Palmarés internacional
| Juegos Olímpicos   | Juegos Olímpicos        | Juegos Olímpicos  | Juegos Olímpicos   |
| Año                | Lugar                   | Medalla           | Prueba             |
| ------------------ | ----------------------- | ----------------- | ------------------ |
| 2012               | Londres (Reino Unido)   | Medalla de oro    | Espada por equipos |
| 2012               | Londres (Reino Unido)   | Medalla de bronce | Espada individual  |
| 2016               | Río de Janeiro (Brasil) | Medalla de plata  | Espada por equipos |
| Campeonato Mundial |                         |                   |                    |
| Año                | Lugar                   | Medalla           | Prueba             |
| 2011               | Catania (Italia)        | Medalla de plata  | Espada individual  |
| 2011               | Catania (Italia)        | Medalla de plata  | Espada por equipos |
| 2015               | Moscú (Rusia)           | Medalla de oro    | Espada por equipos |
| 2017               | Leipzig (Alemania)      | Medalla de plata  | Espada por equipos |